# Beishidian (köpinghuvudort i Kina, Shanxi Sheng, lat 35,55, long 112,89)
Beishidian är en köpinghuvudort i Kina. Den ligger i provinsen Shanxi, i den norra delen av landet, omkring 260 kilometer söder om provinshuvudstaden Taiyuan. Antalet invånare är 33 407. Befolkningen består av 16 363 kvinnor och 17 044 män. Barn under 15 år utgör 18,0 %, vuxna 15-64 år 76 %, och äldre över 65 år 4,0 %.
Runt Beishidian är det tätbefolkat, med 276 invånare per kvadratkilometer. Närmaste större samhälle är Jincheng, 7,5 km sydväst om Beishidian. Trakten runt Beishidian består till största delen av jordbruksmark.
Genomsnittlig årsnederbörd är 693 millimeter. Den regnigaste månaden är juli, med i genomsnitt 183 mm nederbörd, och den torraste är december, med 3 mm nederbörd.